# 連系
連系，是中國國民黨內以連戰為首的次級系統。主要組織為國政基金會與青發會，現由連勝文領導，其中成員大多屬於黨內青壯派、青年企業家，為中國國民黨內的意見集團及改革力量。主要人物有四大金剛以及青年五虎。

## 歷史
1988年二月政爭時，國民黨中以李登輝為核心的派系形成主流派，為中國國民黨的權力中心，連戰與馬英九等皆為主流派中的成員。1993年，連戰任中國國民黨副主席。1996年大選，連戰任中華民國副總統。在李登輝領導下，連戰逐漸成為主流派中的第二領袖，培養出自己的派系。
2000年中華民國總統選舉由民進黨陳水扁勝選後，連戰任中國國民黨主席，開除李登輝黨籍，清除了李登輝派系成員，原有主流派成員轉而以連戰為領導中心。2005年連戰訪問中國，獲得中共中央高規格接待。在二次參選總統失利後，連戰慢慢退居二線，改為支持馬英九參選。
2008年大選，在馬英九勝選後，國民黨重回執政。連系成員如王金平、洪秀柱等，成為立法院中的主要勢力之一。
2014年台北市長選舉，國民黨推出連勝文為台北市長候選人。在此次競選之後，連勝文成為連系領導中心
2020年立委大選，在國民黨情勢不好情況下，連系拿下不分區一席，隔年任中國國民黨副主席。
2024年立委大選，連系成員通過國民黨初選，在台中藍白合情況下，黃健豪獲選台中選區立委

## 四大金剛
四大金剛於2014年縣市首長選舉時，由連勝文麾下幕僚所組成，成員包含：
- 李德維：現任新北文化基金會董事長[12]，曾任中常委，國民大會大表、立法委員
- 徐弘庭：現任中常委、台北市議員，曾任連勝文特助
- 張斯綱：現任台北市議員，曾任中央委員、衛生署簡任秘書
- 徐立曄：現任黨代表，為前行政院副院長徐立德姪子

## 青年五虎
青年五虎為因應2017年黨職選舉，由連勝文主持並推薦的主要人選，成員包含：
- 林鼎超：現任基隆市產業發展處長，曾任高雄市青年局長、中央委員、連勝文特助
- 黃健豪：現任中央新媒體部代理主任、候補中央委員，立法委員，曾任中常委、青年團總團長
- 游淑惠：現任黨代表、曾任國民黨發言人
- 錢震宇：現任黨代表
- 滿志剛：現任台北市議員吳志剛辦公室主任

## 其他人物
- 莊隆昌：為基隆市產業發展處長林鼎超舅父[13]，現任政策會副執行長、中央委員，曾任國大國民黨團書記長
- 陳克威：現任青年委員會執行長，前中央委員、台北市青工總會長[13]
- 史家瑋：現任中央委員、點鑽公司業務經理，曾為連勝文競選幕僚[14]
- 劉昱佑：前任國民黨青年團總團長暨指定中常委[15]
- 關中：前考試院院長
- 許毓仁：前立法委員[16]
- 郭素春：前國民大會代表、前立法委員[17]
- 林豐正：曾任中國國民黨副主席、交通部長、內政部長、臺北縣縣長[18]
- 徐立德：曾任行政院長[19]
- 曾文培：曾於黨代表、全國青工總會長、中央委員、中央常務委員